# Tambangan (Bulan Tengah Suku Ulu)
Tambangan is een bestuurslaag in het regentschap Musi Rawas van de provincie Zuid-Sumatra, Indonesië. Tambangan telt 825 inwoners (volkstelling 2010).